# Bumba (animal)
Bumba és un gènere d'aranyes migalomorfes de la família Theraphosidae. Les seves espècies són originàries d'Amèrica del Sud.

## Nomenclatura
L'any 2000, Pérez-Miles va descriure el gènere Iracema, nom que ja existia per denominar un peix. Sis anys més tard, en adonar-se del seu error, el mateix Pérez-MIles va canviar el nom Iracema pel de Maraca, amb la poca fortuna que Maraca era també un nom que ja existia, en aquest cas per a denominar un gènere de blatodeus. Finalment, l'any 2014, Maraca vas ser substituït pel de Bumba, que és el que actualment es considera correcte.

## Taxonomia
- Bumba cabocla  (Pérez-Miles, 2000) - Brasil
- Bumba horrida  (Schmidt, 1994) - Veneçuela, Brasil[5]
- Bumba lennoni (Pérez-Miles, 2014) - Amazònia
- Bumba pulcherrimaklaasi (Schmidt, 1991) – Equador[6]